# 馬迪積·馬維歷
馬迪積·馬維歷（英語：Matej Mavrič，1979年1月29日—），是一名斯洛文尼亞足球运动员，司职後衛，目前效力德乙球队科布倫斯。

## 足球生涯
他曾效力NK Piran、比摩治和哥利卡（三間斯洛文尼亞俱樂部）。2005年，他為莫爾德贏得了挪威盃，但他被租借到德國足球乙級聯賽球會科布倫斯 2007年1月。2007年7月，科布倫斯正式收購他。

## 榮譽

### 哥利卡
- 斯洛文尼亞甲組聯賽: 2003-04
- 斯洛文尼亞盃: 2000-01 , 2001-02

### 莫爾德
- 挪威盃: 2005

## 連結
- Player profile
- Player profile （页面存档备份，存于）